# Bactrocera cucumis
Bactrocera cucumis is een vliegensoort uit de familie van de boorvliegen (Tephritidae). De wetenschappelijke naam van de soort is voor het eerst geldig gepubliceerd in 1907 door French.
De soort komt voor in Australië, met name in Queensland, en is daar bekend als plaaginsect in de teelt van soorten uit de komkommerfamilie, met name komkommer, courgette en meloen. De soort gebruikt echter ook papaya en tomaat als waardplant.
Het vrouwtje legt de eitjes vlak onder de schil van de vrucht. De maden eten vervolgens gangen in de vrucht. Na een week zijn ze volgroeid en begraven zich in de bodem om te verpoppen. De totale levenscyclus kan in twee weken voltooid zijn.